# Jatropha catingae
Jatropha catingae är en törelväxtart som beskrevs av Ernst Heinrich Georg Ule. Jatropha catingae ingår i släktet Jatropha och familjen törelväxter. Inga underarter finns listade i Catalogue of Life.